# Higden (Arkansas)
Higden es un pueblo ubicado en el condado de Cleburne en el estado estadounidense de Arkansas. En el Censo de 2010 tenía una población de 120 habitantes y una densidad poblacional de 96,32 personas por km².

## Geografía
Higden se encuentra ubicado en las coordenadas 35°33′59″N 92°12′19″O / 35.56639, -92.20528. Según la Oficina del Censo de los Estados Unidos, Higden tiene una superficie total de 1.25 km², de la cual 1.24 km² corresponden a tierra firme y (0.21%) 0 km² es agua.

## Demografía
Según el censo de 2010, había 120 personas residiendo en Higden. La densidad de población era de 96,32 hab./km². De los 120 habitantes, Higden estaba compuesto por el 97.5% blancos, el 0% eran afroamericanos, el 1.67% eran amerindios, el 0% eran asiáticos, el 0% eran isleños del Pacífico, el 0% eran de otras razas y el 0.83% pertenecían a dos o más razas. Del total de la población el 0% eran hispanos o latinos de cualquier raza.